# Історія Барбадосу

Прапор Барбадосу.

Барбадос — держава на сході Карибського моря. Як і на решту країн цього регіону великий відбиток поклав колоніальний період.

## Доісторичний час
У перші віки нашої ери о.Барбадос населяли індіанські племена араваків. Пізніше сюди прийшли кариби.

## Колоніальний час
Першим європейцем на Барбадосі можливо був іспанський конкістадор Родриго де Бастідас у 1501 р. Він дав назву острову - Зелений з огляду на його багату рослинність. Проте не виключено, що цей конкістадор не був на Барбадосі, а той острів, котрий він бачив, був Гренадою. А 1536 р. португалець Педру Кампуш, що відвідав острів, дав йому назву «Лош-Барбадош» («Бородані») через фігові дерева, що своїми кронами нагадували бороди. Іспанці в 16 столітті почали освоєння острова і вивозили індіанців як рабів на Гаїті (Еспаньйолу), в результаті чого він збезлюднів. Коли у 1625 р. Англія почала свою колонізацію Барбадосу, на ньому вже населення не було. У 1628 р. англійці заклали м.Бриджтаун. 1639 поселенці створили перший парламент.
Основу економіки острова на початку складали тютюнові та бавовняні плантації. Для роботи на них використовувались чорношкірі африканські раби. У 1640 р. на острові налічувалось 34 тис. білих поселенців і 6 тис. негрів-рабів. На думку дослідників, у випадку збереження початкової спеціалізації Барбадос з часом міг би перетворитися в «білу колонію» на зразок англійських колоній у Північній Америці (США, Канада). Але з 40-х років 17 ст. цукрова тростина, завезена на острів з Бразилії, стала швидко витісняти тютюн і бавовну. Відповідно великі плантації витіснили дрібних фермерів. Для роботи на великих плантаціях більш вигідною економічно була праця рабів. Тому вже через сто років чисельність негритянського населення на Барбадосі зросла до 70 тис. осіб, а європейського скоротилася до 15 тис. Сформувалося монокультурне господарство, засноване на рабській праці. Статус колонії Барбадос набув 1652 р. і перебував під управлінням англійського губернатора. Система рабства, як і в інших володіннях європейських держав в Америці, була жорстокою. Раби зазнавали фізичних покарань, за непослух їх часто вбивали. Це було навіть узаконено, зокрема в законодавчому акті від 1644 р., де плантаторам дозволялося без суду розправлятися з рабами за вчинки, «що заслуговують смертної кари».
У 1680 р. Англія отримувала з Барбадосу 10 тис. тон цукру, що складало тоді 60% всього англійського імпорту цього продукту і за вартістю перевищувало прибутки всіх інших англійських колоній. Виробництво цукру і рому (побічного продукту цукрового виробництва) сприяло формуванню і підвищенню на Барбадосі класу плантаторів з числа багатих землевласників, торгівців, чиновників і колишніх «джентльменів удачі», конкуренцію з якими не в змозі були витримувати дрібні ферми перших європейських переселенців. Останні розорялися і вертались в метрополію, або поповнювали громаду білих бідняків на острові. Однак до середини 18 ст. господарство острова починає занепадати в результаті непродуманої експлуатації місцевої природи та ґрунтів. Родючість ґрунту знизилась настільки, що вирішувалося питання про завезення землі з Суринаму. Але від цього проекту відмовились. Місце Барбадосу як основного виробника цукру в Британській Вест-Індії зайняли Підвітрені острови.
Значні заворушення сталися на Барбадосі у 1816 р. Приводом до повстання рабів послужило прийняття англійським парламентом білля про обов'язкову реєстрацію рабів, на прийнятті якого наполягли аболіціоністи у зв'язку з контрабандним ввезенням рабів після заборони работоргівлі у 1807 р. Цей крок викликав спротив плантаторів. Рабам стало відомо про ці дії рабовласників і вони підняли повстання. Очолював повсталих Бусса. Повсталі спалили багато будинків, поля тростини на 60 плантаціях. На придушення повстання кинули військовий гарнізон Бриджтауну. Через три дні сутичок повстання було зліквідоване, близько тисячі рабів було вбито, а кілька сот повішені. Рабство було скасоване 1838 р.
1938 р. була створена Барбадоська лейбористська партія, 1941 — спілка робітників Барбадосу. 1948 р. національно-демократичним силам острова вдалося добитися обмеженого внутрішнього самоуправління, а у 1950 — загального виборчого права. У 1955 в результаті розколу лейбористської партії виникла Демократична лейбористська партія (ДЛП) на чолі з Ерролом Берроу. У 1958-1962 Барбадос був у складі  Вест-Індської Федерації. 1961 р. Барбадос отримав повне самоуправління.

## Незалежність
Незалежною державою Барбадос став 30 листопада 1966 року, коли проголосив її від Великої Британії. Першим прем'єр-міністром країни став Еррол Берроу. У 1961—1976 і 1986—1994 рр. при владі була Демократична лейбористська партія Барбадосу, а у 1976—1986 і 1994—2008 рр. — Лейбористська партія Барбадосу. Після парламентських виборів 2008 р. ДЛП на чолі з Д. Томпсоном та Ф. Стюартом знову повернулась до влади. На виборах 2018 р. перемогла ЛПБ, Міа Моттлі стала першою жінкою — прем'єр-міністром країни.